# Omutinskoje
Omutinskoje (russisch Омутинское) ist ein Dorf (selo) in der Oblast Tjumen (Russland) mit 9201 Einwohnern (Stand 14. Oktober 2010).

## Geographie
Die Siedlung liegt im Westsibirischen Tiefland, etwa 150 Kilometer Luftlinie südöstlich der Oblasthauptstadt Tjumen am rechten Irtysch-Nebenfluss Wagai.
Omutinskoje ist Verwaltungszentrum des Rajons Omutinski und Sitz der Landgemeinde Omutinskoje selskoje posselenije, zu der noch die drei Dörfer Kaschewskaja (4 km südöstlich des Zentrums von Omutinskoje), Nowostroika (4 km südlich) und Swoboda (10 km südlich) gehören. Die Gesamteinwohnerzahl der Gemeinde beträgt 9790 (Stand 14. Oktober 2010).

## Geschichte
Das Dorf Omutinskoje wurde in der ersten Hälfte des 18. Jahrhunderts (nach anderen Angaben bereits im 17. Jahrhundert) Beobachtungsposten, genannt „Festung Omutnaja“, an der damaligen Grenze des Russischen Reiches zu den Steppengebieten Zentralasiens. Damit gehört es zu den ältesten russischen Ortschaften des Gebietes.
Schon bald verlor der Ort durch die Verschiebung der Grenze nach Süden seine militärische Bedeutung, aber durch die günstige Lage unweit des Sibirischen Traktes entwickelte er sich wirtschaftlich gut. Gegen Ende des 19. Jahrhunderts war die Ziegelherstellung wichtigster Wirtschaftszweig. Diese Entwicklung setzte sich fort, als ab 1910 wurde die Lücke der damaligen Nord- und heutigen Hauptstrecke der Transsibirischen Eisenbahn zwischen Tjumen und Omsk geschlossen und an Omutinskoje vorbeigeführt wurde. Der gesamte Streckenabschnitt ging 1913 in Betrieb.
1931 wurde der Ort Verwaltungszentrum eines neu geschaffenen Rajons, 1959 zu einer Siedlung städtischen Typs unter der Namensform Omutinski. 1993 wurde der Ort wieder zu einem Dorf herabgestuft.

### Bevölkerungsentwicklung
| Jahr | Einwohner |
| ---- | --------- |
| 1939 | 3.448     |
| 1959 | 5.566     |
| 1970 | 7.317     |
| 1979 | 9.524     |
| 1989 | 10.380    |
| 2002 | 9.657     |
| 2010 | 9.201     |

Anmerkung: Volkszählungsdaten

## Kultur und Sehenswürdigkeiten
In Omutinskoje existiert seit 2003 das Rajon-Heimatmuseum.

## Wirtschaft und Infrastruktur

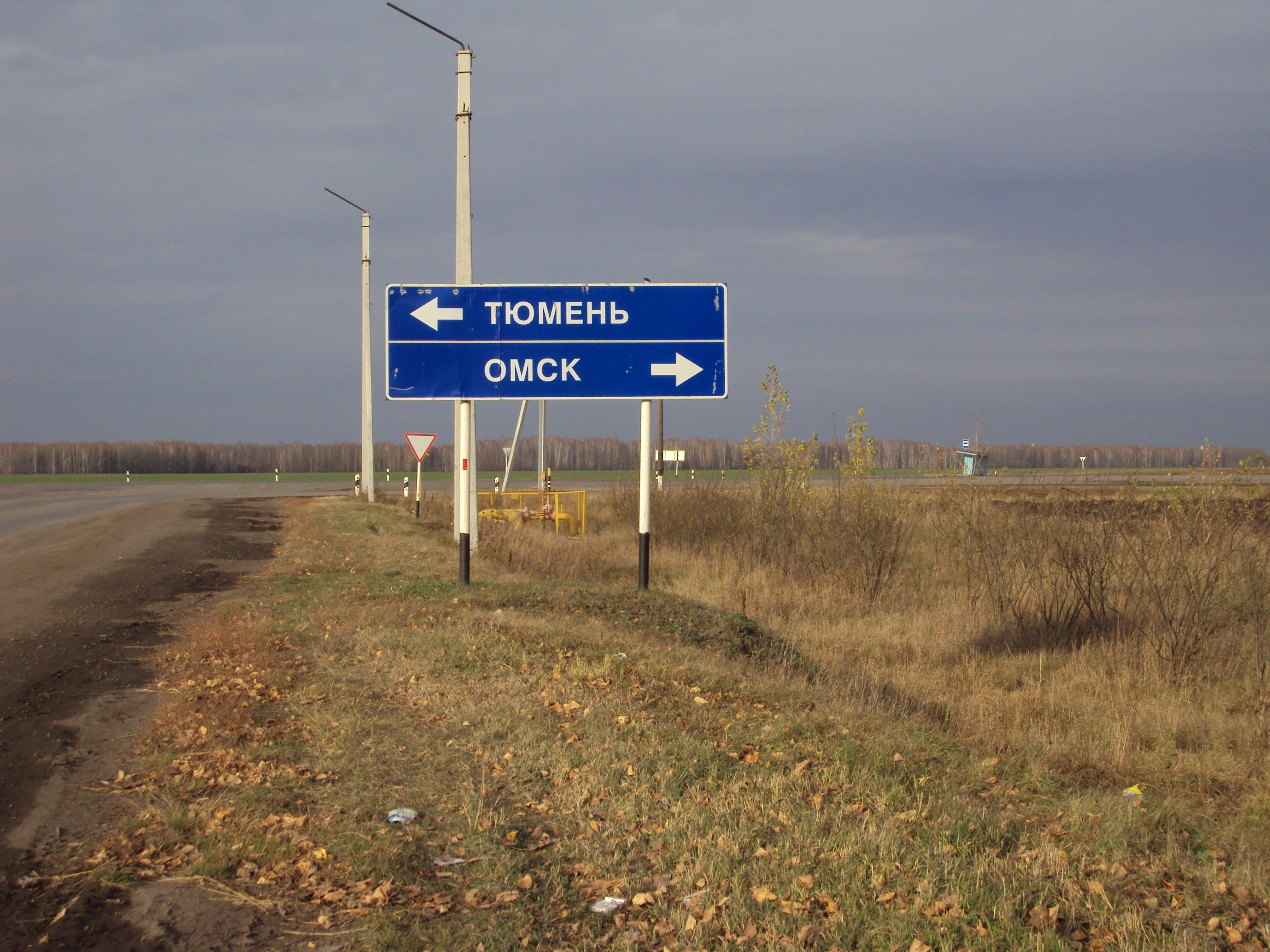
Auffahrt auf die R402 bei Omutinskoje (nach links Richtung Tjumen, rechts Richtung Omsk)

Omutinskoje ist Zentrum eines Landwirtschaftsgebietes; es überwiegen Betriebe der Lebensmittelindustrie.
Am Südrand des Ortes befindet sich die Station Omutinskaja der Transsibirischen Eisenbahn (Streckenkilometer 2306 ab Moskau). Die Fernstraße R402 Tjumen – Omsk umgeht Omutinskoje nördlich.